# 宇宙微波背景图
宇宙微波背景图是人类使用地面的或卫星的仪器绘制的全天的或局部的宇宙微波背景辐射的图。
自从1964年宇宙微波背景被发现后，地面上的微波仪器很长时间中无法发现这个背景辐射的不均匀性。但这只是因为当时地面上的仪器受到的干扰太大，仪器的精确度和分辨率太低。
第一个发现宇宙微波背景的不均匀性的仪器是1989年发射的COBE卫星（Cosmic Background Explorer)。COBE卫星绘制的全天性的宇宙微波背景图最显眼的地方是宇宙微波背景有两个极。这两个极可以被理解为地球相对于宇宙微波背景的运动造成的多普勒效应。但即使这个多普勒效应被忽略，COBE的宇宙微波背景图还是反映出宇宙微波背景是不均匀的。其不均匀性小于±0.002K。COBE的分辨率在大约7度左右。
90年代末地面的仪器也得到了很大的发展。1998年BOOMERANG实验在南极洲获得了一张局部的宇宙微波背景图。其分辨率高于COBE并显示出COBE的分辨率的确太低了。它所測到的宇宙微波背景輻射不均匀性比COBE测量到的还要细密。
目前最好的宇宙微波背景图是2001年发射的WMAP卫星（Wilkinson Microwave Anisotropy Probe）获得的。其分辨率可以达到0.7度。使用WMAP卫星的宇宙微波背景图人们可以精确地确定宇宙的年龄是137亿年。同时WMAP的宇宙微波背景图为宇宙学和物理学提供了许多实验数据。

## 参阅
- 宇宙大爆炸理论
- 宇宙微波背景辐射
- 宇宙背景探测者
- 威尔金森微波各向异性探测器